# Tischeria amelanchieris
Tischeria amelanchieris is een vlinder uit de familie van de vlekmineermotten (Tischeriidae). De wetenschappelijke naam van de soort is voor het eerst geldig gepubliceerd in 1972 door Braun.